# Per Breindahl
Per Breindahl (født 15. november 1959 i Hurup, Thy - død 1. april 2017) var en dansk journalist og politiker.
Han var uddannet journalist fra Danmarks Journalisthøjskole og har været journalist og redaktionssekretær på Ringkjøbing Amts Dagblad og Skjern Dagblad, partisekretær hos Kristendemokraterne, kommunikationschef hos MT Højgaard, marketingkonsulent hos B10 Marketing, kommunikationschef hos Økologisk Landsforening og kommunikationschef hos Blå Kors Danmark.
Han var næstformand for Kristendemokraterne, medlem af bestyrelsen for TV2, medlem af repræsentantskaberne for Statens Kunstfond og Statens Kunstråd og har været medlem af Det Sikkerheds- og Nedrustningspolitiske Udvalg. I 2007 stillede han op til Folketinget for Kristendemokraterne i Østjyllands Storkreds, men blev ikke valgt. Han var ligeledes kandidat ved valget i 2011. Han har også forgæves stillet op til kommunal- og regionsvalg.
Han var medlem af menighedsrådet i Søften og kirkeværge for Søften Kirke.
Han var gift med Inger, født Feldtmose Christensen og fik to børn, Rasmus og Kasper Breindahl.
Per døde 1. april 2017 efter et kræftforløb der varede 1½ år.